# Char 65
Le char de dépannage 65/88 (en allemand Entpannungspanzer 65/88) est un char du génie/char de dépannage produit par K + W Thun en service au sein de l'armée suisse de 1972 à 2008.

## Histoire

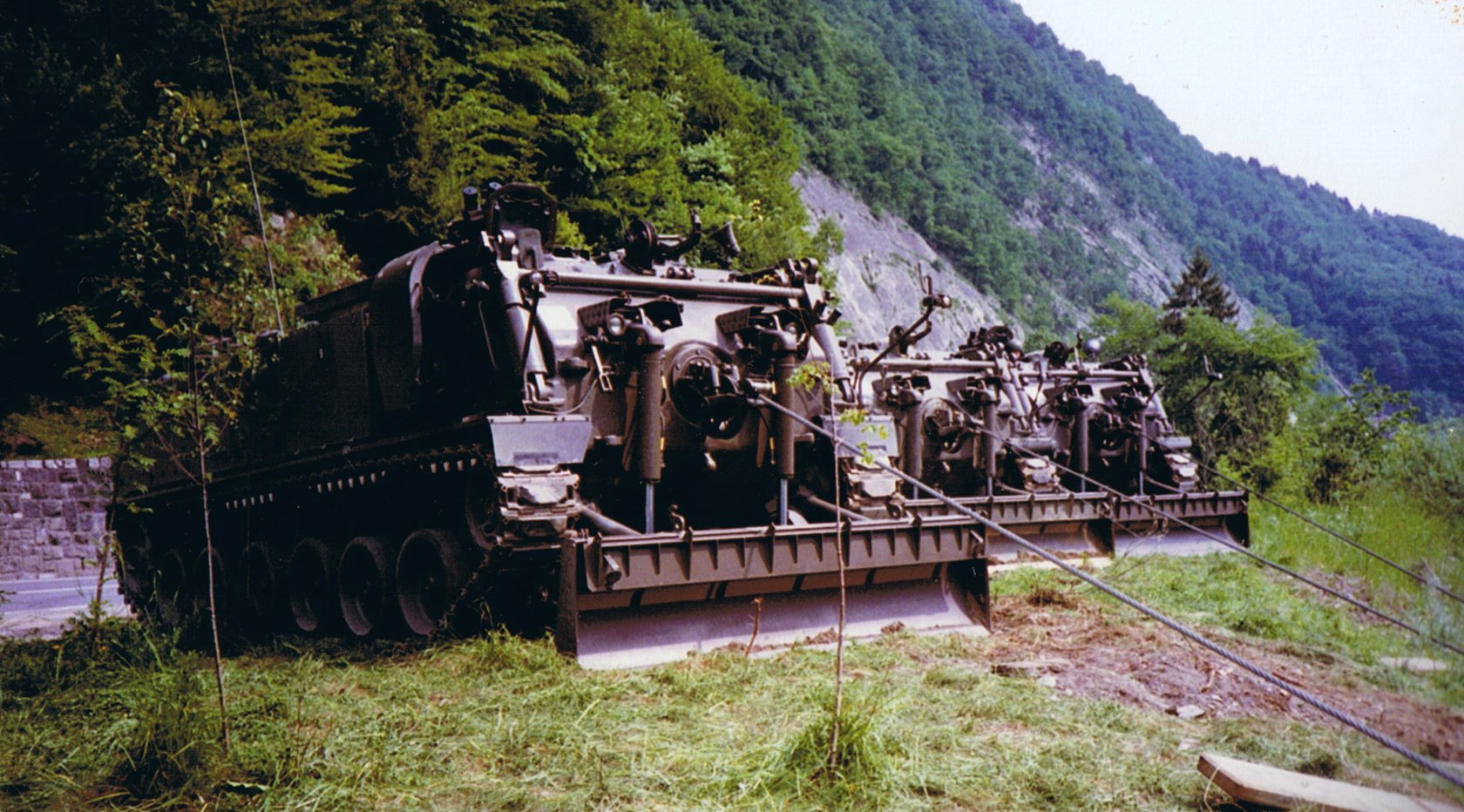
Trois chars de dépannage 65 en action (1990).

Le char de dépannage 65 est basé sur le châssis du char 61, prototype du char 68. Il est produit à 69 exemplaires entre 1968 et 1972, et décliné en quatre séries :
- série 1 : 34 véhicules M+78631 à M+78664 ;
- série 2: 16 véhicules M+78665 à M+78680 ;
- série 3 : 6 véhicules vhc M+78681 à M+78686 ;
- série 4 : 13 véhicules M+78687 à M+78699.

Il est en service dans l'armée suisse de 1972 à 1995. De 1993 à 1995, les 69 exemplaires sont modernisés en char de dépannage 65/88. Ils sont retirés du service en 2008, remplacés par le char de dépannage Büffel.
L’Entpannungspanzer 65/88 a été conçu pour répondre aux besoins spécifiques de l’armée suisse en matière de soutien technique aux unités blindées. Son rôle principal consistait à intervenir rapidement sur le terrain pour assurer le remorquage des chars immobilisés, leur réparation sommaire ou leur évacuation, garantissant ainsi la fluidité des opérations et la disponibilité constante des véhicules de combat. Bien que la Suisse n’ait pas été engagée dans des conflits armés durant la période de service de ce véhicule, sa doctrine de défense territoriale durant la Guerre Froide reposait sur une forte capacité de mobilisation et sur l’autonomie opérationnelle de ses unités — ce qui justifiait pleinement l’intégration de véhicules de dépannage blindés dans l’organigramme des bataillons mécanisés.
Le 65/88 était régulièrement mobilisé lors des exercices d’état-major et internationaux, et des tests logistiques en terrain montagneux. Il y démontrait ses capacités à opérer dans des environnements complexes, incluant routes étroites, pentes abruptes et zones boisées, où la rapidité et la précision des interventions techniques étaient cruciales. L’équipage, spécialement formé, pouvait accomplir des missions de dégagement, de remise en service rapide ou de remorquage sous menace simulée, renforçant ainsi le réalisme des entraînements.
Grâce à sa modernisation dans les années 1990 — passant au standard 65/88, intégrant notamment des améliorations de communication, d’ergonomie interne et de motorisation — le véhicule a pu rester en service actif jusqu’en 2008. Durant plus de trois décennies, il a constitué un pilier discret mais essentiel de l’infrastructure de soutien tactique suisse, par son autonomie et sa fiabilité.

## Caractéristiques
L’Entpannungspanzer 65/88 repose sur le châssis du char suisse Panzer 68, dont il partage la motorisation et le système de suspension. Il affiche une masse de 39 tonnes et mesure 7,6 mètres de long avec la lame en position, pour une largeur de 3,15 mètres et une hauteur de 2,97 mètres. Son blindage, comparable à celui des chars de combat de l’époque, offre une protection allant jusqu’à 120 mm contre les projectiles conventionnels. Il est animé par un moteur diesel MTU MB 837 Ba-500 de 660 chevaux, couplé à une transmission semi-automatique à six rapports avant et arrière, lui permettant d’atteindre une vitesse maximale de 55 km/h. L’autonomie opérationnelle atteint 350 km sur route. L’équipage est composé de cinq membres : un commandant, un conducteur, un observateur et deux mécaniciens. Le véhicule est également équipé d’un système de protection NBC, d’un moteur auxiliaire Mercedes-Benz OM 636, ainsi que d’un système de communication SE-412, garantissant sa fonctionnalité en conditions dégradées.
En tant que véhicule de dépannage blindé, l’Entpannungspanzer 65/88 est doté de plusieurs équipements spécialisés destinés à l’assistance technique sur le champ de bataille. Il dispose d’un treuil principal d’une capacité de traction directe de 25 tonnes, extensible jusqu’à 75 tonnes grâce à un jeu de poulies, avec un câble de 120 mètres de long. Un treuil secondaire de 400 kg avec un câble de 240 mètres complète cet ensemble pour les opérations de précision. À l’avant, une grue hydraulique permet de soulever des charges allant jusqu’à 15 tonnes à une portée de 3 mètres, avec une hauteur de levage maximale de 4,8 mètres. Une lame bulldozer montée à l’avant assure la stabilité de l’engin pendant les manœuvres lourdes et peut également être utilisée pour dégager des obstacles ou préparer des positions. Enfin, le véhicule est muni de barres de remorquage permettant d’évacuer des chars endommagés en toute sécurité. Cet arsenal technique en fait un outil essentiel du soutien logistique mécanisé au sein des forces blindées suisses.